# Cosmosoma hector
Cosmosoma hector är en fjärilsart som beskrevs av Otto Staudinger 1875. Cosmosoma hector ingår i släktet Cosmosoma och familjen björnspinnare. Inga underarter finns listade i Catalogue of Life.